# Ski alpin aux Jeux paralympiques d'hiver de 2022
Navigation
Pyeongchang 2018 Milan-Cortina 2026
Les épreuves de Ski alpin aux Jeux paralympiques d'hiver de 2022 se tiennet de 5 au 13 mars 2022 au centre national de ski alpin de Yanqing.
Les catégories de handicaps sont debout guidés (déficient visuel), assis en luge et debout. Pour chaque catégorie, il y a cinq épreuves : trois de vitesse (Descente, Super-G, Super combiné) et deux technique (Slalom, Slalom géant)
Un comité national peut se voir attribuer un maximum de vingt places de qualification masculines et quinze places de qualification féminines. Des exceptions peuvent être faites via la méthode d'allocation sur invitation de la commission bipartite. Pour être éligible, il faut être classé et avoir, sur la liste des points de classement WPAS au 14 février 2022
- Pour les épreuves de vitesse hommes : au moins une course de 140 points ou moins
- Pour les épreuves de vitesse femmes : au moins une course de 180 points ou moins
- Pour les épreuves de slalom hommes : au moins une course de 220 points ou moins
- Pour les épreuves de vitesse hommes : au moins une course de 240 points ou moins

155 skieurs masculins et 55 féminines sont qualifiés au regard de leur classement en fin de saison ; les autres concurrents font l’objet d'une invitation bipartite émises par l'IPC et la fédération internationale.

## Calendrier
Le Super-combiné, initialement prévu mardi 8 mars, a été avancé au lundi 7 mars. En cours de semaine, les épreuves de slalom féminin et masculin ont été elles inversées.
| Calendrier des épreuves de ski alpin | Calendrier des épreuves de ski alpin | Calendrier des épreuves de ski alpin | Calendrier des épreuves de ski alpin | Calendrier des épreuves de ski alpin | Calendrier des épreuves de ski alpin          | Calendrier des épreuves de ski alpin | Calendrier des épreuves de ski alpin | Calendrier des épreuves de ski alpin      | Calendrier des épreuves de ski alpin      | Calendrier des épreuves de ski alpin | Calendrier des épreuves de ski alpin | Calendrier des épreuves de ski alpin |
| Mars 2022                            | Mars 2022                            | Mars 2022                            | 5                                    | 6                                    | 7                                             | 8                                    | 9                                    | 10                                        | 11                                        | 12                                   | 13                                   |                                      |
| ------------------------------------ | ------------------------------------ | ------------------------------------ | ------------------------------------ | ------------------------------------ | --------------------------------------------- | ------------------------------------ | ------------------------------------ | ----------------------------------------- | ----------------------------------------- | ------------------------------------ | ------------------------------------ | ------------------------------------ |
| Ski alpin                            | Ski alpin                            | Pictogramme Ski alpin                | Descente H/F 10:00 - 13:10           | Super-G H/F 10:00 - 14:30            | Super-combiné H/F 10:00 - 12:00 13:30 - 14:30 |                                      |                                      | Slalom géant H 09:30 - 11:30 13:00- 15:00 | Slalom géant F 09:30 - 11:30 13:00- 15:00 | Slalom F 09:30 - 11:00 13:00- 14:00  | Slalom H 09:30 - 10:30 12:30- 14:00  |                                      |

## Médaillés

### Hommes
| Classe     | Épreuve       | Or                                               | Argent                                           | Bronze                                                  |
| Malvoyants | Descente      | Johannes Aigner (AUT) Guide : Matteo Fleischmann | Mac Marcoux (CAN) Guide : Tristan Rodgers        | Hyacinthe Deleplace (FRA) Guide : Valentin Giraud Moine |
| Malvoyants | Super G       | Neil Simpson (GBR) Guide : Andrew Simpson        | Giacomo Bertagnolli (ITA) Guide : Andrea Ravelli | Johannes Aigner (AUT) Guide : Matteo Fleischmann        |
| Malvoyants | Slalom géant  | Johannes Aigner (AUT) Guide : Matteo Fleischmann | Giacomo Bertagnolli (ITA) Guide : Andrea Ravelli | Miroslav Haraus (SVK) Guide : Maroš Hudík               |
| Malvoyants | Slalom        | Giacomo Bertagnolli (ITA) Guide : Andrea Ravelli | Johannes Aigner (AUT) Guide : Matteo Fleischmann | Miroslav Haraus (SVK) Guide : Maroš Hudík               |
| Malvoyants | Super combiné | Giacomo Bertagnolli (ITA) Guide : Andrea Ravelli | Johannes Aigner (AUT) Guide : Matteo Fleischmann | Neil Simpson (GBR) Guide : Andrew Simpson               |
| Debout     | Descente      | Arthur Bauchet (FRA)                             | Markus Salcher (AUT)                             | Théo Gmür (SUI)                                         |
| Debout     | Super G       | Liang Jingyi (CHN)                               | Markus Salcher (AUT)                             | Alexis Guimond (CAN)                                    |
| Debout     | Slalom géant  | Santeri Kiiveri (FIN)                            | Thomas Walsh (USA)                               | Arthur Bauchet (FRA)                                    |
| Debout     | Slalom        | Arthur Bauchet (FRA)                             | Liang Jingyi (CHN)                               | Adam Hall (NZL)                                         |
| Debout     | Super combiné | Arthur Bauchet (FRA)                             | Santeri Kiiveri (FIN)                            | Adam Hall (NZL)                                         |
| Assis      | Descente      | Corey Peters (NZL)                               | Jesper Pedersen (NOR)                            | Taiki Morii (JPN)                                       |
| Assis      | Super G       | Jesper Pedersen (NOR)                            | Corey Peters (NZL)                               | Taiki Morii (JPN)                                       |
| Assis      | Slalom géant  | Jesper Pedersen (NOR)                            | Renè De Silvestro (ITA)                          | Liang Zilu (CHN)                                        |
| Assis      | Slalom        | Jesper Pedersen (NOR)                            | Niels de Langen (NED)                            | Renè De Silvestro (ITA)                                 |
| Assis      | Super combiné | Jesper Pedersen (NOR)                            | Jeroen Kampschreur (NED)                         | Niels de Langen (NED)                                   |

### Femmes
| Classe      | Épreuve       | Or                                             | Argent                                     | Bronze                                        |
| Malvoyantes | Descente      | Henrieta Farkašová (SVK) Guide : Martin Motyka | Zhu Daqing (CHN) Guide : Yan Hanhan        | Millie Knight (GBR) Guide : Brett Wild        |
| Malvoyantes | Super G       | Alexandra Rexová (SVK) Guide : Eva Trajcikova  | Menna Fitzpatrick (GBR) Guide : Gary Smith | Zhu Daqing (CHN) Guide : Yan Hanhan           |
| Malvoyantes | Slalom géant  | Veronika Aigner (AUT) Guide : Elisabeth Aigner | Zhu Daqing (CHN) Guide : Yan Hanhan        | Barbara Aigner (AUT) Guide : Klara Sykora     |
| Malvoyantes | Slalom        | Veronika Aigner (AUT) Guide : Elisabeth Aigner | Barbara Aigner (AUT) Guide : Klara Sykora  | Alexandra Rexová (SVK) Guide : Eva Trajcikova |
| Malvoyantes | Super combiné | Henrieta Farkašová (SVK) Guide : Michal Cerven | Zhu Daqing (CHN) Guide : Yan Hanhan        | Menna Fitzpatrick (GBR) Guide : Gary Smith    |
| Debout      | Descente      | Mollie Jepsen (CAN)                            | Zhang Mengqiu (CHN)                        | Ebba Årsjö (SWE)                              |
| Debout      | Super G       | Zhang Mengqiu (CHN)                            | Marie Bochet (FRA)                         | Alana Ramsay (CAN)                            |
| Debout      | Slalom géant  | Zhang Mengqiu (CHN)                            | Mollie Jepsen (CAN)                        | Andrea Rothfuss (GER)                         |
| Debout      | Slalom        | Ebba Årsjö (SWE)                               | Zhang Mengqiu (CHN)                        | Anna-Maria Rieder (GER)                       |
| Debout      | Super combiné | Ebba Årsjö (SWE)                               | Zhang Mengqiu (CHN)                        | Alana Ramsay (CAN)                            |
| Assises     | Descente      | Momoka Muraoka (JPN)                           | Anna-Lena Forster (GER)                    | Liu Sitong (CHN)                              |
| Assises     | Super G       | Momoka Muraoka (JPN)                           | Anna-Lena Forster (GER)                    | Zhang Wenjing (CHN)                           |
| Assises     | Slalom géant  | Momoka Muraoka (JPN)                           | Liu Sitong (CHN)                           | Zhang Wenjing (CHN)                           |
| Assises     | Slalom        | Anna-Lena Forster (GER)                        | Zhang Wenjing (CHN)                        | Liu Sitong (CHN)                              |
| Assises     | Super combiné | Anna-Lena Forster (GER)                        | Momoka Muraoka (JPN)                       | Liu Sitong (CHN)                              |

## Tableau des médailles
- Pays organisateur (Chine)

| Rang  | Nation           | Or | Argent | Bronze | Total |
| ----- | ---------------- | -- | ------ | ------ | ----- |
| 1     | Autriche         | 4  | 5      | 2      | 11    |
| 2     | Norvège          | 4  | 1      | 0      | 5     |
| 3     | Chine            | 3  | 9      | 7      | 20    |
| 4     | France           | 3  | 1      | 2      | 6     |
| 4     | Japon            | 3  | 1      | 2      | 6     |
| 5     | Slovaquie        | 3  | 0      | 3      | 6     |
| 6     | Italie           | 2  | 3      | 1      | 6     |
| 7     | Allemagne        | 2  | 2      | 2      | 6     |
| 8     | Suède            | 2  | 0      | 1      | 3     |
| 9     | Canada           | 1  | 2      | 3      | 6     |
| 10    | Nouvelle-Zélande | 1  | 1      | 2      | 4     |
| 11    | Finlande         | 1  | 1      | 0      | 2     |
| 12    | Grande-Bretagne  | 1  | 0      | 3      | 4     |
| 13    | Pays-Bas         | 0  | 2      | 1      | 3     |
| 14    | États-Unis       | 0  | 1      | 0      | 1     |
| 15    | Suisse           | 0  | 0      | 1      | 1     |
| Total | Total            | 30 | 30     | 30     | 90    |